# Primarias del Partido Demócrata de 2008 en Carolina del Norte
Las Primarias demócratas de Carolina del Norte, 2008, fueron el 6 de mayo de 2008.
El estado ha alocado a 134 delegados a la Convención nacional demócrata de 2008.

## Resultados
| Candidato       | Votos     | Porcentajes | Delegados |
| --------------- | --------- | ----------- | --------- |
| Barack Obama    | 897.017   | 56.3%       | 65        |
| Hillary Clinton | 660.747   | 41.5%       | 50        |
| Mike Gravel     | 12.448    | 0.78%       | 0         |
| No Preference   | 23.123    | 1.45%       | 0         |
| Total           | 1.593.335 | 100%        | 115       |